# Pododesmus
Pododesmus is een geslacht van tweekleppigen uit de familie van de Anomiidae.

## Soorten
- Pododesmus foliatus (Broderip, 1834)
- Pododesmus incisurus (Hutton, 1873)  †
- Pododesmus macrochisma (Deshayes, 1839)
- Pododesmus maxwelli Beu, 1967  †
- Pododesmus patelliformis (Linnaeus, 1761) (Mantel-dekschelp)
- Pododesmus paucicostatus Beu, 1967  †
- Pododesmus puntarenensis Soot-Ryen, 1952  †
- Pododesmus rudis (Broderip, 1834)
- Pododesmus sella (Tate, 1886)  †
- Pododesmus squama (Gmelin, 1791) (Groene dekschelp)